# Libertia grandiflora
Espèce
Classification phylogénétique
Libertia grandiflora (Tukauki ou Mikoikoi) est une plante à fleur herbacée du genre Libertia de la famille des Iridaceae. L'espèce est endémique de Nouvelle-Zélande.

## Synonymes
Selon World Checklist of Selected Plant Families (WCSP) (12 oct 2011) :
- Renealmia grandiflora R.Br., (1810)